# Putsch in Mali 1968
Der Putsch in Mali 1968 war ein Putsch durch Leutnant Moussa Traoré, der am 19. November 1968 stattfand. Er setzte damit Präsident Modibo Keïta ab und setzte sich selbst als Präsident ein, da er Führer des Comité Militaire de Libération Nationale („Militärkomitee für nationale Befreiung“) war. Die Gründe für den Putsch waren einerseits die immer größer werdende Verschuldung und die damit verbundene Wirtschaftskrise. Mali war 1960 vom ehemaligen Kolonialstaat Frankreich unabhängig geworden und aus der Franc-Zone ausgetreten, wobei es auf französische Wirtschaftshilfe verzichtete. Die sozialistische Regierung von Modibo Keïta holte stattdessen sowjetische und chinesische Berater ins Land. 1967 hatte er sich nach dem Misserfolg seines Kurses wieder Frankreich genähert und war wieder in die Franc-Zone eingetreten. Auf der anderen Seite war das Land fest im Griff der Einheitspartei von Keita, der Union Soudanais, bzw. ihrer paramilitärischen Junge-Mali-Miliz, die die Bevölkerung terrorisierten, was den Putschisten nicht gefiel.
Am 19. November 1968 war Keita gerade auf einem Dampfer, als der Putsch losging. Als er an Land ging, konnte er noch an einem Empfang teilnehmen, wurde dann aber nach wenigen Kilometern von einem Offizier verhaftet. Das Hauptquartier der Miliz wurde umzingelt und in der Folge von den Putschisten aufgelöst, ebenso wie die Union Soudanaise, die verboten wurde. Der Putsch reihte sich ein in eine Reihe zahlreicher weiterer Militärputsche in Afrika, unter anderem wurde 1966 die sozialistische Regierung in Ghana von Kwame Nkrumah durch einen Militärputsch abgelöst.
Im Anschluss an den Putsch versprach die neue Führung in Mali bis 1969 freie Wahlen und wollte allen außenpolitischen Verpflichtungen nachkommen. Es konnte im Folgenden jedoch weder die Wirtschaft gerettet werden noch wurden freie Wahlen abgehalten. 1991 wurde die Diktatur von Moussa Traoré selbst durch einen Militärputsch beendet (siehe Putsch in Mali 1991).